# G Scorpii
G Scorpii is een type K reuzenster met een schijnbare magnitude van 3,19 in het sterrenbeeld Schorpioen op 131,9 lichtjaar van de Zon. De ster werd vroeger gerekend tot het sterrenbeeld Telescoop. G Scorpii heeft van de Internationale Astronomische Unie (IAU) de officieel erkende benaming Fuyue gekregen.

## G Scorpii tijdens de culminatie
Vanuit de Benelux gezien klimt G Scorpii, tijdens de culminatie, tot slechts 2 graden boven de zuidelijke horizon. Er kunnen met behulp van niet al te sterk vergrotende telescopen of verrekijkers pogingen worden ondernomen om deze laagstaande ster alsnog te zien te krijgen. tijdens uiterst transparante atmosfeer, vlakke horizon, en afwezigheid van storende lichthinder kunnen tevens ook de zich ten westen van G Scorpii bevindende sterren Shaula (Lambda Scorpii) en Lesath (Upsilon Scorpii) worden opgespoord. Beide sterren klimmen eveneens tot 2 graden boven de horizon.

## De bolvormige sterrenhoop NGC 6441
In de nabijheid van de ster G Scorpii is, vanaf de Aarde gezien, de bolvormige sterrenhoop NGC 6441 te vinden, op 5 boogminuten ten oosten van de ster. Deze sterrenhoop is in de meeste sterrenatlassen, zoals Wil Tirion's Uranometria 2000.0, afgebeeld tegen de ster G Scorpii aan. Tijdens waarnemingen met de telescoop zijn beide objecten (G Scorpii en NGC 6441) dan ook samen in hetzelfde beeldveld te zien.